# Xanca ocràcia
La xanca ocràcia (Grallaricula flavirostris) és una espècie d'ocell de la família dels gral·làrids (Grallariidae).

## Hàbitat i distribució
Humid sotabosc dens, localment a les muntanyes de Costa Rica, oest i est de Panamà, oest i sud-est de Colòmbia, oest i est de l'Equador, nord i est del Perú i oest de Bolívia.